# Modern Family (8.ª temporada)
A oitava temporada da série de televisão de comédia Modern Family foi encomendada pela American Broadcasting Company (ABC) em 3 de março de 2016, estreou em 21 de setembro de 2016 e foi finalizada em 17 de maio de 2017, contando com 22 episódios. A temporada foi produzida pela 20th Century Fox Television em associação com a Steven Levitan Productions e Picador Productions, com os criadores da série Christopher Lloyd e Steven Levitan como showrunners e produtores executivos. A temporada foi ao ar na temporada de transmissão de 2016-17 às noites de quarta-feira às 21h00, horário do leste dos EUA.
A oitava temporada estrela Ed O'Neill como Jay Pritchett, Sofía Vergara como Gloria Delgado-Pritchett, Julie Bowen como Claire Dunphy, Ty Burrell como Phil Dunphy, Jesse Tyler Ferguson como Mitchell Pritchett, Eric Stonestreet como Cameron Tucker, Sarah Hyland como Haley Dunphy, Ariel Winter como Alex Dunphy, Nolan Gould como Luke Dunphy, Rico Rodriguez como Manny Delgado, Aubrey Anderson-Emmons como Lily Tucker-Pritchett e Jeremy Maguire como Joe Pritchett.
A temporada terminou com uma audiência média de de 8.79 milhões de telespectadores e ficou classificada em 34.º lugar na audiência total e classificada em 12.º no grupo demográfico de 18 a 49 anos. Esta temporada, como a anteriores, foi nomeada ao Primetime Emmy Awards em Melhor Série de Comédia e Melhor Ator Coadjuvante em Série de Comédia, sendo essa a terceira temporada consecutiva a não vencer em nenhuma dessas categorias.

## Elenco e personagens

### Principal
- Ed O'Neill como Jay Pritchett
- Sofía Vergara como Gloria Pritchett
- Julie Bowen como Claire Dunphy
- Ty Burrell como Phil Dunphy
- Jesse Tyler Ferguson como Mitchell Pritchett
- Eric Stonestreet como Cameron Tucker
- Sarah Hyland como Haley Dunphy
- Ariel Winter como Alex Dunphy
- Nolan Gould como Luke Dunphy
- Rico Rodriguez como Manny Delgado
- Aubrey Anderson-Emmons como Lily Tucker-Pritchett
- Jeremy Maguire como Joe Pritchett

### Recorrente
- Fred Willard como Frank Dunphy
- Winston Duke como Dwight
- Nathan Fillion como Rainer Shine
- Joe Mande como Ben
- Dana Powell como Pam Tucker

### Participações
- Stephanie Beatriz como Sonia Ramirez
- Celia Weston como Barb Tucker
- Ernie Hudson como Miles
- Christian Barillas como Ronaldo
- Martin Short como Merv Schechter
- Andy Daly como Diretor Brown
- Robert Costanzo como Earl Chambers
- Joely Fisher como Maggie Braithwaite
- Kelsey Grammer como Keifth
- Shelley Long como DeDe Pritchett
- Elizabeth Banks como Sal
- Peyton Manning como Gary
- Victor Garber como Chef Dumont
- Rob Riggle como Gil Thorpe
- Jane Krakowski como Dra. Donna Duncan
- Charles Barkley como ele mesmo
- DeAndre Jordan como ele mesmo
- Faith Prince como Lorraine
- Niecy Nash como Joan
- Reid Ewing como Dylan Marshall
- Benjamin Bratt como Javier Delgado
- Lindsey Kraft como Joey
- Jackie Seiden como Dra. Elaine Kolchek
- Sedona Fuller como Betty Kolchek
- London Fuller como Janice Kolchek
- Nakia Seacrest como Vice Diretora

## Episódios
| N.º na série | N.º na temp. | Título                                 | Dirigido por         | Escrito por                                        | Exibição original       | Cód. de produção | Audiência (milhões) |
| --- | ------------ | -------------------------------------- | -------------------- | -------------------------------------------------- | ----------------------- | ---------------- | ------------------- |
| 167 | 1            | "A Tale of Three Cities"               | Chris Koch           | Elaine Ko                                          | 21 de setembro de 2016  | 8ARG01           | 8.24                |
| Em Nova York, a família Dunphy decide ficar mais alguns dias na cidade, com os pais e os filhos mentindo uns para os outros sobre o prolongamento das férias. No Missouri, Mitchell enfrenta algum descontentamento da família de Cam devido ao tratamento que dispensou à avó em coma de Cam. No México, Gloria entra em conflito com a irmã sobre o negócio de molhos picantes, levando Sonia a sequestrar Manny.                                                                                             |              |                                        |                      |                                                    |                         |                  |                     |
| 168 | 2            | "A Stereotypical Day"                  | Ryan Case            | Vali Chandrasekaran                                | 28 de setembro de 2016  | 8ARG03           | 7.41                |
| Uma família afro-americana se muda para o outro lado da rua no mesmo dia que Jay está instalando novas câmeras de segurança, levando Jay a tomar medidas extremas para garantir que não seja visto como racista. Enquanto isso, a família Dunphy se aproveita de Alex quando ela fica doente, o que a leva a faltar um semestre na Caltech. Mitchell e Cameron reavaliam suas visões um do outro como pais abertos, não-críticos e solidários quando Lily chama um menino abertamente transgênero de esquisito. |              |                                        |                      |                                                    |                         |                  |                     |
| 169 | 3            | "Blindsided"                           | Jim Hensz            | Christy Stratton & Danny Zuker                     | 5 de outubro de 2016    | 8ARG02           | 6.97                |
| Luke decide concorrer contra Manny para presidente da classe. Claire se torna sua agente, enquanto Jay e Gloria ajudam Manny. Agora que Haley quer criar sua própria empresa, Phil a apresenta a um excêntrico especialista em marketing, enquanto Cameron decide hospedar seu craque do time sem consultar Mitchell. |              |                                        |                      |                                                    |                         |                  |                     |
| 170 | 4            | "Weathering Heights"                   | Gail Mancuso         | Paul Corrigan & Brad Walsh                         | 12 de outubro de 2016   | 8ARG04           | 7.50                |
| Phil conhece seu herói meteorologista (Nathan Fillion) quando ele está no noticiário local em um segmento imobiliário, mas depois lamenta a decisão de apresentá-lo a Haley. Enquanto isso, Jay tenta ajudar com a inscrição de vídeo de Manny para Juilliard e Lily tenta se livrar do jogador de futebol de Cam que está morando com eles. |              |                                        |                      |                                                    |                         |                  |                     |
| 171 | 5            | "Halloween IV: Revenge of Rod Skyhook" | Chris Koch           | Stephen Lloyd                                      | 26 de outubro de 2016   | 8ARG06           | 7.38                |
| A festa de Halloween de Luke não é a festa de monstros que ele sonhou e corre o risco de ser a pior festa do ano. Sentindo problemas, o resto dos Dunphys percebem que tudo que sua festa precisa é uma visita de Rod Skyhook, uma pequena promoção e alguma supervisão de um adulto para começar. Enquanto isso, Cam enfrenta seu inimigo de Halloween e, quando Jay descobre que Manny está indo para uma festa na casa de um velho inimigo, ele o convoca para seu esquema de vingança.                      |              |                                        |                      |                                                    |                         |                  |                     |
| 172 | 6            | "Grab It"                              | Beth McCarthy-Miller | Jeffrey Richman                                    | 9 de novembro de 2016   | 8ARG05           | 7.23                |
| O country club de Jay, seu lugar favorito no mundo e único refúgio, pode estar perdendo um pouco de seu charme quando Phil pensa em se tornar um membro. Na casa Dunphy, Claire confunde sua influência nas escolhas de vida de Alex, e Gloria busca refúgio de seus filhos. Enquanto isso, quando Cam não conta a Mitchell toda a história sobre o que realmente trata sua peça, isso realmente coloca Mitchell no centro das atenções.                                                                        |              |                                        |                      |                                                    |                         |                  |                     |
| 173 | 7            | "Thanksgiving Jamboree"                | Steven Levitan       | Jon Pollack & Chuck Tatham                         | 16 de novembro de 2016  | 8ARG08           | 7.33                |
| Cameron não poupa despesas em seu jamboree de Ação de Graças; Haley diz a Phil que ela prefere passar o feriado com seu novo namorado; Jay trabalha para manter sua pressão arterial baixa; Alex e Dwight se aproximam. |              |                                        |                      |                                                    |                         |                  |                     |
| 174 | 8            | "The Alliance"                         | James Bagdonas       | Andy Gordon & Ryan Walls                           | 30 de novembro de 2016  | 8ARG09           | 6.81                |
| Phil, Cam e Gloria têm um encontro secreto, enquanto Luke ajuda Jay em seu clube e Haley acompanha a filha de Rainer. |              |                                        |                      |                                                    |                         |                  |                     |
| 175 | 9            | "Snow Ball"                            | Beth McCarthy-Miller | Christy Stratton & Stephen Lloyd                   | 14 de dezembro de 2016  | 8ARG10           | 6.81                |
| Luke e Manny estão encarregados do baile de inverno, Claire e Gloria querem suavizar uma mãe, Phil tenta passar um tempo com Jay, e Mitch enfrenta um valentão. |              |                                        |                      |                                                    |                         |                  |                     |
| 176 | 10           | "Ringmaster Keifth"                    | Jim Hensz            | Vali Chandrasekaran                                | 4 de janeiro de 2017    | 8ARG11           | 7.57                |
| Cameron se reúne com seu ex-namorado (Kelsey Grammer), um ex-ringmaster que virou concierge. Phil descobre que seu pai está namorando sua babá de infância e Jay e Gloria decidem por um guardião para Joe. |              |                                        |                      |                                                    |                         |                  |                     |
| 177 | 11           | "Sarge & Pea"                          | James Bagdonas       | Abraham Higginbotham                               | 11 de janeiro de 2017   | 8ARG07           | 7.59                |
| Cam é ajudado por suas sobrinhas na busca de vingança contra uma mãe que, segundo ele, o privou de um belo momento no recital de dança de Lily. Phil e Gloria têm visões diferentes para a vida futura de Luke e Manny na faculdade. Mitch, Claire e Jay encontram Dede no casamento de um parente. |              |                                        |                      |                                                    |                         |                  |                     |
| 178 | 12           | "Do You Believe in Magic"              | Gail Mancuso         | Jon Pollack                                        | 8 de fevereiro de 2017  | 8ARG15           | 7.34                |
| Claire decide contratar um mágico para ajudá-la a trazer alguma maravilha para Phil no Dia dos Namorados. Cam e Mitch encorajam Haley e Sal (Elizabeth Banks) a enfrentar seus homens com resultados inesperados. Jay descobre que seu hábito de mostrar tratamento preferencial a Joe em relação a Manny tem seus limites e Alex descobre que Ben, o assistente de Claire, tem uma queda por ela. |              |                                        |                      |                                                    |                         |                  |                     |
| 179 | 13           | "Do It Yourself"                       | Jeffrey Walker       | Paul Corrigan & Brad Walsh                         | 15 de fevereiro de 2017 | 8ARG12           | 6.92                |
| Jay é convencido a investir em uma propriedade com Phil e também tem que lidar com a contratação de Gloria do técnico de beisebol caseiro de Joe (Peyton Manning), que parece que está planejando substituí-lo. Claire e Haley vão para uma aula de culinária dada por um grande chef (Victor Garber). Mitch e Cam tentam ensinar Lily sobre o trabalho duro, resultando em um ataque de vespa e um rosto desfigurado para Cam.                                                                                 |              |                                        |                      |                                                    |                         |                  |                     |
| 180 | 14           | "Heavy is the Head"                    | Ken Whittingham      | Danny Zuker                                        | 22 de fevereiro de 2017 | 8ARG14           | 6.65                |
| Phil precisa repensar seus planos quando seu investimento dá errado. Gloria tenta surpreender Claire com um aniversário incrível, mas o anúncio de Claire de cortes no trabalho não combina bem com os mimos extravagantes de Gloria. Cameron, ainda assombrado por um incidente traumático na infância, se recusa a fazer uma ressonância magnética. |              |                                        |                      |                                                    |                         |                  |                     |
| 181 | 15           | "Finding Fizbo"                        | James Bagdonas       | Abraham Higginbotham & Chuck Tatham                | 1 de março de 2017      | 8ARG16           | 6.41                |
| Phil planeja a despedida de solteiro de Frank e conhece seu meio-irmão postiço. Manny pede a Haley, Gloria, Alex e Claire para dizer a ele o que honestamente pensam de sua peça, enquanto Alex quer sair para se encontrar com Ben. Cam descobre o que aconteceu com sua fantasia de Fizbo. |              |                                        |                      |                                                    |                         |                  |                     |
| 182 | 16           | "Basketball"                           | Jim Hensz            | Elaine Ko                                          | 8 de março de 2017      | 8ARG13           | 6.49                |
| Phil se voluntaria para jogar basquete beneficente a fim de se redimir depois que o evento do ano anterior se mostrou desastroso. Dois jogadores da NBA, Charles Barkley e DeAndre Jordan, também compareceram, colocando-o sob pressão. Além disso, Claire tem um grande segredo a esconder de Jay, que teme que Joe não respeite sua autoridade. A rivalidade de Gloria e Donna Duncan retorna com resultados interessantes. Mitch e Cam dão conselhos a Haley sobre seu relacionamento com Rainer.           |              |                                        |                      |                                                    |                         |                  |                     |
| 183 | 17           | "Pig Moon Rising"                      | Chris Koch           | Paul Corrigan & Brad Walsh                         | 15 de março de 2017     | 8ARG17           | 6.12                |
| Mitchell acidentalmente derruba as cinzas de porco de Cam e inventa um encobrimento para evitar contar a ele. Os segredos levam todos a uma elaborada teia de quid pro quo. |              |                                        |                      |                                                    |                         |                  |                     |
| 184 | 18           | "Five Minutes"                         | Gail Mancuso         | Elaine Ko                                          | 29 de março de 2017     | 8ARG18           | 6.79                |
| Um olhar sobre 300 segundos na vida do clã Pritchett-Dunphy-Tucker inclui Mitch e Cam correndo para pegar um voo para o qual eles tomaram pílulas para dormir prematuramente, Haley e Rainer reavaliando seu relacionamento no jantar antes que seu bolo de aniversário chegue, Phil e Claire conhecendo o novo namorado de Alex e Manny tentando encontrar uma vaga no cinema enquanto Jay e Gloria discutem.                                                                                                  |              |                                        |                      |                                                    |                         |                  |                     |
| 185 | 19           | "Frank's Wedding"                      | Beth McCarthy-Miller | Andy Gordon                                        | 5 de abril de 2017      | 8ARG19           | 6.25                |
| O casamento de Frank Dunphy tem como tema os anos 20, então Phil faz com que sua família apareça fantasiada, mas Claire e as crianças percebem que é hora de uma intervenção com Phil quando eles são os únicos vestidos assim. Enquanto isso, Jay se arrepende de ter dominado a arte de dizer "não" e Cam finalmente tem a coragem de enfrentar sua irmã Pam, embora tenha feito Pam entrar em trabalho de parto de um menino.                                                                                |              |                                        |                      |                                                    |                         |                  |                     |
| 186 | 20           | "All Things Being Equal"               | Michelle MacLaren    | Christy Stratton & Ryan Walls                      | 3 de maio de 2017       | 8ARG20           | 5.65                |
| Gloria, Claire, Haley, Alex, Lily, Luke e Manny mostram apoio à igualdade de gênero e ao movimento das mulheres à sua maneira; Jay e Phil batem de frente com a atendente do estacionamento; Cam fica com ciúmes quando Pam prefere a ajuda de Mitchell com o bebê em vez da dele. |              |                                        |                      |                                                    |                         |                  |                     |
| 187 | 21           | "Alone Time"                           | Jim Hensz            | Abraham Higginbotham & Stephen Lloyd & Danny Zuker | 10 de maio de 2017      | 8ARG21           | 5.71                |
| Phil e Claire têm dificuldade de se adaptar agora que seus filhos supostamente deixaram o ninho. Jay e Mitch vão para o mesmo retiro, enquanto Cam ajuda Gloria a superar uma doença. |              |                                        |                      |                                                    |                         |                  |                     |
| 188 | 22           | "The Graduates"                        | Steven Levitan       | Jon Pollack & Jeffrey Richman & Chuck Tatham       | 17 de maio de 2017      | 8ARG22           | 6.20                |
| A família inteira se prepara para o dia da formatura de Luke e Manny. Javier pega seu filho e o leva a um clube de strip. Phil e Claire têm que lidar com o fato de que Luke cresceu e Mitch e Cam descobrem que Lily pode ser adianta na escola. |              |                                        |                      |                                                    |                         |                  |                     |

## Produção

### Desenvolvimento
Modern Family foi renovado para uma oitava temporada em 3 de março de 2016, com vários outros programas da ABC. Sofia Vergara compartilhou uma foto no seu Instagram do elenco fazendo uma sessão de fotos para a oitava temporada em 26 de julho de 2016. A leitura de roteiro para a temporada ocorreu no mesmo dia, com as filmagens iniciando logo em seguida. Um pôster promocional foi lançado em 23 de agosto de 2016. Sobre o futuro da série, Steven Levitan, co-criador do programa afirmou: "Acho que meu objetivo pessoal neste momento seria de 10 temporadas. Não sei se é atingível ou não. Acho que teremos que olhar para isso todos os anos, e se sentirmos que estamos ficando sem coisas para dizer, então será hora de tomar uma decisão difícil."

### Casting
O The Hollywood Reporter anunciou em 4 de agosto de 2016, que o ex-ator de Castle, Nathan Fillion, havia sido escalado para um papel recorrente em três episódios como o meteorologista Rainer Shine. Também foi anunciado que Martin Short faria um papel convidado no segundo episódio da temporada como um especialista em promoção. A Variety relatou em 26 de setembro de 2016 que Modern Family apresentaria o primeiro ator infantil abertamente transgênero na rede de televisão. O ator Jackson Millarker, de 8 anos, apareceu no segundo episódio como o companheiro de brincadeiras de Lily, Tom. O The Hollywood Reporter relatou em 7 de novembro de 2016 que Peyton Manning seria a estrela convidada no 12º episódio da temporada. O site dizia que "Manning interpretará o treinador Gary, o tutor de esportes do bebê Joe, que Gloria (Sofia Vergara) traz para ajudar a ensinar Joe a arremessar e pegar. Quando o treinador Gary também começa a fazer coisas pela casa, Jay (Ed O'Neill) se sente um pouco emasculado." Kelsey Grammer estrelou um episódio da série em janeiro de 2017, interpretando o ex-namorado de Cam, Keifth. O The Hollywood Reporter relatou que as estrelas da NBA Charles Barkley e DeAndre Jordan seriam estrelas convidadas em um episódio do final de janeiro de 2017, interpretando a si mesmas. A fonte afirmou: "Por sua parte no programa, Barkley e Jordan assistirão a um jogo de basquete beneficente para o qual Phil (Ty Burrell) tem treinado durante todo o ano na tentativa de se redimir após uma virada desastrosa no jogo do ano anterior. Quando os dois começam a ficar um pouco envolvidos demais, Phil tenta não ceder sob a pressão."

## Recepção

### Audiência

#### Ao Vivo
| № na série | № na temporada | Episódio                                  | Exibição                | Horário            | Rating/Share (18–49) | Audiência (em milhões) | Posição 18–49 | Posição semanal |
| ---------- | -------------- | ----------------------------------------- | ----------------------- | ------------------ | -------------------- | ---------------------- | ------------- | --------------- |
| 167        | 1              | "A Tale of Three Cities"                  | 21 de setembro de 2016  | Quarta-feira 21h   | 2.6/9                | 8.24                   | 9             | 24              |
| 168        | 2              | "A Stereotypical Day"                     | 28 de setembro de 2016  | Quarta-feira 21h   | 2.3/8                | 7.41                   | 14            | —               |
| 169        | 3              | "Blindsided"                              | 5 de outubro de 2016    | Quarta-feira 21h   | 2.2/8                | 6.97                   | 12            | 24              |
| 170        | 4              | "Weathering Heights"                      | 12 de outubro de 2016   | Quarta-feira 21h   | 2.4/8                | 7.50                   | 12            | 25              |
| 171        | 5              | "Halloween 4: The Revenge of Rod Skyhook" | 26 de outubro de 2016   | Quarta-feira 21h   | 2.3/7                | 7.38                   | 13            | —               |
| 172        | 6              | "Grab It"                                 | 9 de novembro de 2016   | Quarta-feira 21h   | 2.3/8                | 7.23                   | 12            | 23              |
| 173        | 7              | "Thanksgiving Jamboree"                   | 16 de novembro de 2016  | Quarta-feira 21h   | 2.2/8                | 7.33                   | 12            | —               |
| 174        | 8              | "The Alliance"                            | 30 de novembro de 2016  | Quarta-feira 21h   | 2.2/8                | 6.81                   | 12            | —               |
| 175        | 9              | "Snow Ball"                               | 14 de dezembro de 2016  | Quarta-feira 21h   | 2.0/7                | 6.81                   | 11            | —               |
| 176        | 10             | "Ringmaster Keifth"                       | 4 de janeiro de 2017    | Quarta-feira 21h   | 2.4/8                | 7.57                   | 5             | 19              |
| 177        | 11             | "Sarge & Pea"                             | 11 de janeiro de 2017   | Quarta-feira 21h   | 2.3/8                | 7.59                   | 6             | 12              |
| 178        | 12             | "Do You Believe in Magic"                 | 8 de fevereiro de 2017  | Quarta-feira 21h   | 2.3/8                | 7.34                   | 5             | 18              |
| 179        | 13             | "Do It Yourself"                          | 15 de fevereiro de 2017 | Quarta-feira 21h   | 2.0/7                | 6.92                   | 5             | 21              |
| 180        | 14             | "Heavy is the Head"                       | 22 de fevereiro de 2017 | Quarta-feira 21h   | 2.0/7                | 6.65                   | 9             | 24              |
| 181        | 15             | "Finding Fizbo"                           | 1 de março de 2017      | Quarta-feira 20h30 | 2.0/7                | 6.41                   | 5             | —               |
| 182        | 16             | "Basketball"                              | 8 de março de 2017      | Quarta-feira 21h   | 1.9/7                | 6.49                   | 6             | 21              |
| 183        | 17             | "Pig Moon Rising"                         | 15 de março de 2017     | Quarta-feira 21h   | 1.9/7                | 6.12                   | 8             | 24              |
| 184        | 18             | "Five Minutes"                            | 29 de março de 2017     | Quarta-feira 21h   | 2.1/7                | 6.79                   | 8             | 21              |
| 185        | 19             | "Frank's Wedding"                         | 5 de abril de 2017      | Quarta-feira 21h   | 1.9/7                | 6.25                   | 6             | 25              |
| 186        | 20             | "All Things Being Equal"                  | 3 de maio de 2017       | Quarta-feira 21h   | 1.7/6                | 5.65                   | 7             | —               |
| 187        | 21             | "Alone Time"                              | 10 de maio de 2017      | Quarta-feira 21h   | 1.6/6                | 5.71                   | 8             | 25              |
| 188        | 22             | "The Graduates"                           | 17 de maio de 2017      | Quarta-feira 21h   | 1.7/6                | 6.20                   | 6             | 17              |

#### Ao Vivo + 7 Dias (DVR)
| № na série | № na temporada | Episódio                                  | Exibição                | Horário            | DVR (18–49) | Audiência em DVR (em milhões) | Total (18-49) | Audiência total (em milhões) | Ref    |
| ---------- | -------------- | ----------------------------------------- | ----------------------- | ------------------ | ----------- | ----------------------------- | ------------- | ---------------------------- | ------ |
| 167        | 1              | "A Tale of Three Cities"                  | 21 de setembro de 2016  | Quarta-feira 21h   | 1.7         | 4.12                          | 4.3           | 12.35                        | [ 60 ] |
| 168        | 2              | "A Stereotypical Day"                     | 28 de setembro de 2016  | Quarta-feira 21h   | 1.7         | 4.15                          | 4.0           | 11.56                        | [ 61 ] |
| 169        | 3              | "Blindsided"                              | 5 de outubro de 2016    | Quarta-feira 21h   | 1.6         | 3.78                          | 3.8           | 10.75                        | [ 62 ] |
| 170        | 4              | "Weathering Heights"                      | 12 de outubro de 2016   | Quarta-feira 21h   | 1.6         | 3.90                          | 4.0           | 11.40                        | [ 63 ] |
| 171        | 5              | "Halloween 4: The Revenge of Rod Skyhook" | 26 de outubro de 2016   | Quarta-feira 21h   | 1.8         | 4.20                          | 4.1           | 11.58                        | [ 64 ] |
| 172        | 6              | "Grab It"                                 | 9 de novembro de 2016   | Quarta-feira 21h   | 1.6         | 3.87                          | 3.9           | 11.10                        | [ 65 ] |
| 173        | 7              | "Thanksgiving Jamboree"                   | 16 de novembro de 2016  | Quarta-feira 21h   | 1.6         | 4.08                          | 3.8           | 11.41                        | [ 66 ] |
| 174        | 8              | "The Alliance"                            | 30 de novembro de 2016  | Quarta-feira 21h   | 1.6         | 3.89                          | 3.8           | 10.70                        | [ 67 ] |
| 175        | 9              | "Snow Ball"                               | 14 de dezembro de 2016  | Quarta-feira 21h   | 1.7         | 4.10                          | 3.7           | 10.91                        | [ 68 ] |
| 176        | 10             | "Ringmaster Keifth"                       | 4 de janeiro de 2017    | Quarta-feira 21h   | 1.6         | 3.99                          | 4.0           | 11.56                        | [ 69 ] |
| 177        | 11             | "Sarge & Pea"                             | 11 de janeiro de 2017   | Quarta-feira 21h   | 1.7         | 3.95                          | 4.0           | 11.54                        | [ 70 ] |
| 178        | 12             | "Do You Believe in Magic"                 | 8 de fevereiro de 2017  | Quarta-feira 21h   | 1.6         | 3.99                          | 3.9           | 11.33                        | [ 71 ] |
| 179        | 13             | "Do It Yourself"                          | 15 de fevereiro de 2017 | Quarta-feira 21h   | 1.6         | 3.74                          | 3.6           | 10.66                        | [ 72 ] |
| 180        | 14             | "Heavy is the Head"                       | 22 de fevereiro de 2017 | Quarta-feira 21h   | 1.6         | 3.78                          | 3.6           | 10.42                        | [ 73 ] |
| 181        | 15             | "Finding Fizbo"                           | 1 de março de 2017      | Quarta-feira 20h30 | 1.2         | 2.68                          | 3.2           | 9.09                         | [ 74 ] |
| 182        | 16             | "Basketball"                              | 8 de março de 2017      | Quarta-feira 21h   | 1.6         | 3.99                          | 3.5           | 10.48                        | [ 75 ] |
| 183        | 17             | "Pig Moon Rising"                         | 15 de março de 2017     | Quarta-feira 21h   | 1.5         | 3.63                          | 3.4           | 9.76                         | [ 76 ] |
| 184        | 18             | "Five Minutes"                            | 29 de março de 2017     | Quarta-feira 21h   | 1.4         | 3.50                          | 3.5           | 10.29                        | [ 77 ] |
| 185        | 19             | "Frank's Wedding"                         | 5 de abril de 2017      | Quarta-feira 21h   | 1.4         | 3.32                          | 3.3           | 9.57                         | [ 78 ] |
| 186        | 20             | "All Things Being Equal"                  | 3 de maio de 2017       | Quarta-feira 21h   | 1.5         | 3.67                          | 3.2           | 9.32                         | [ 79 ] |
| 187        | 21             | "Alone Time"                              | 10 de maio de 2017      | Quarta-feira 21h   | 1.3         | 3.32                          | 2.9           | 9.03                         | [ 80 ] |
| 188        | 22             | "The Graduates"                           | 17 de maio de 2017      | Quarta-feira 21h   | 1.5         | 3.49                          | 3.2           | 9.69                         | [ 81 ] |

Notas
1. ↑  A audiência ao vivo+7 dias não estava disponível, portanto, a audiência ao vivo+3 dias foi usada.

### Prêmios e indicações
| Ano  | Prêmio                              | Categoria                                                                   | Nomeado(a)                                                                 | Resulto  | Ref.          |
| ---- | ----------------------------------- | --------------------------------------------------------------------------- | -------------------------------------------------------------------------- | -------- | ------------- |
| 2017 | Primetime Emmy Awards               | Melhor série de comédia                                                     | Modern Family                                                              | Indicado | [ 82 ] [ 83 ] |
| 2017 | Primetime Emmy Awards               | Melhor Ator Coadjuvante em Série de Comédia                                 | Ty Burrell, pela atuação em "Grab It"                                      | Indicado | [ 82 ] [ 83 ] |
| 2017 | Primetime Creative Arts Emmy Awards | Melhor Mixagem de Som para Série de Comédia ou Drama (meia hora) e Animação | Stephen Tibbo, Brian R. Harman e Dean Okrand pelo trabalho em "Basketball" | Indicado | [ 84 ]        |
| 2017 | GLAAD Media Awards                  | Melhor série de comédia                                                     | Modern Family                                                              | Indicado | [ 85 ] [ 86 ] |
| 2017 | People's Choice Awards              | Comédia de TV favorita                                                      | Modern Family                                                              | Indicado | [ 87 ]        |
| 2017 | People's Choice Awards              | Atriz de TV de comédia favorita                                             | Sofía Vergara                                                              | Venceu   | [ 87 ]        |

## Lançamento em DVD
| Modern Family – The Complete Eighth Season | | |                              |                              |                              |
| Detalhes do DVD | Detalhes do DVD | Detalhes do DVD | Características Especiais    | Características Especiais    | Características Especiais    |
| - 22 episódios - 3 discos - Áudio em Inglês (Dolby Digital 5.1 Surround) - Hard of Hearing - Legendas: Inglês - Legendas: Inglês, francês e espanhol | - 22 episódios - 3 discos - Áudio em Inglês (Dolby Digital 5.1 Surround) - Hard of Hearing - Legendas: Inglês - Legendas: Inglês, francês e espanhol | - 22 episódios - 3 discos - Áudio em Inglês (Dolby Digital 5.1 Surround) - Hard of Hearing - Legendas: Inglês - Legendas: Inglês, francês e espanhol | - Cenas Deletadas - Gag-reel | - Cenas Deletadas - Gag-reel | - Cenas Deletadas - Gag-reel |
| Datas de lançamento | | |                              |                              |                              |
| Região 1 | Região 1 | Região 2 | Região 2                     | Região 4                     | Região 4                     |
| 19 de setembro de 2017 | 19 de setembro de 2017 | 4 de setembro de 2017 | 4 de setembro de 2017        | 8 de setembro de 2017        | 8 de setembro de 2017        |